# Malá Čierna
Malá Čierna es un municipio del distrito de Žilina en la región de Žilina, Eslovaquia, con una población estimada a final del año 2024 de 335 habitantes.
Se encuentra ubicado al oeste de la región, cerca del curso alto del río Váh (cuenca hidrográfica del Danubio) y de la frontera con la región de Trenčín.

## Demografía
| Año        | 1994 | 2004    | 2014    | 2024    |
| ---------- | ---- | ------- | ------- | ------- |
| Población  | 307  | 333     | 366     | 335     |
| Diferencia |      | +8,46 % | +9,90 % | −8,46 % |

| Año        | 2023 | 2024    |
| ---------- | ---- | ------- |
| Población  | 322  | 335     |
| Diferencia |      | +4,03 % |